# Demonax
Demonax is een kevergeslacht uit de familie van de boktorren (Cerambycidae). De wetenschappelijke naam van het geslacht werd voor het eerst geldig gepubliceerd in 1861 door Thomson.

## Soorten
Demonax omvat de volgende soorten:
- Demonax acanthocerus (Ganglbauer, 1890)
- Demonax acutipennis Dauber, 2006
- Demonax albicinctus (Hope, 1831)
- Demonax albidofasciatus Gressitt & Rondon, 1970
- Demonax alboantennatus Gressitt & Rondon, 1970
- Demonax alboapicalis Dauber, 2008
- Demonax albomaculatus (Allard, 1894)
- Demonax albotrifasciatus Pic, 1925
- Demonax alcanor Gressitt & Rondon, 1970
- Demonax alcellus Pascoe, 1869
- Demonax algebraicus Pascoe, 1869
- Demonax amandus Holzschuh, 1991
- Demonax ambiguus Dauber, 2008
- Demonax amiculus Dauber, 2010
- Demonax andamanicus Gahan, 1906
- Demonax angulifascia Aurivillius, 1922
- Demonax angustatus Pic, 1943
- Demonax angusticollis Aurivillius, 1928
- Demonax annamensis Pic, 1943
- Demonax annulicornis (Chevrolat, 1863)
- Demonax antireductus Pic, 1935
- Demonax apicalis Pascoe, 1869
- Demonax apicipennis Dauber, 2004
- Demonax ascendens (Pascoe, 1859)
- Demonax ater Aurivillius, 1922
- Demonax atkinsoni Gardner, 1940
- Demonax atronotatus Pic, 1926
- Demonax aureicollis (Blanchard, 1853)
- Demonax aurivillii Aurivillius, 1928
- Demonax bakeri Aurivillius, 1922
- Demonax bakerioides Dauber, 2006
- Demonax basiviridis Dauber, 2003
- Demonax bicinctus (Hope, 1831)
- Demonax bidenticornis Hayashi, 1974
- Demonax biguttatus Aurivillius, 1922
- Demonax bimaculicollis (Schwarzer, 1925)
- Demonax binotatithorax Pic, 1927
- Demonax blairi Gardner, 1940
- Demonax borneensis Fisher, 1935
- Demonax bowringii (Pascoe, 1859)
- Demonax brahminus (Castelnau & Gory, 1841)
- Demonax brevefasciatus Dauber, 2008
- Demonax brevelineatus Pic, 1925
- Demonax breveluteobasalis Pic, 1943
- Demonax brevespinosus Pic, 1926
- Demonax brunescens Dauber, 2008
- Demonax buteae Gardner, 1940
- Demonax cechovskyi Dauber, 2006
- Demonax celebensis Aurivillius, 1922
- Demonax chapaensis Pic, 1923
- Demonax christinae Holzschuh, 1983
- Demonax chrysoderes (White, 1855)
- Demonax cinereus Dauber, 2004
- Demonax collaris Pascoe, 1869
- Demonax confidens Holzschuh, 1993
- Demonax conspurcatus Holzschuh, 2009
- Demonax contaminatus Holzschuh, 2003
- Demonax contrarius Holzschuh, 1991
- Demonax corallipes Pic, 1920
- Demonax coriaceocollis Aurivillius, 1922
- Demonax crinifer Dauber, 2012
- Demonax cruciatus Dauber, 2010
- Demonax culicinus Pascoe, 1869
- Demonax cumulosus Pascoe, 1869
- Demonax curvofasciatus (Gressitt, 1939)
- Demonax damalis Pascoe, 1869
- Demonax decens Gahan, 1906
- Demonax decipiens Gahan, 1907
- Demonax decorus Gahan, 1906
- Demonax delectus Gahan, 1907
- Demonax delesserti Chevrolat, 1863
- Demonax detortoides Dauber, 2006
- Demonax detortus Pascoe, 1869
- Demonax dignus Gahan, 1894
- Demonax dimidiatus (Chevrolat, 1863)
- Demonax diversefasciatus Pic, 1920
- Demonax diversesignatus Pic, 1943
- Demonax diversofasciatus Heller, 1916
- Demonax divisus Chevrolat, 1863
- Demonax dohertii Gahan, 1906
- Demonax dolosus Holzschuh, 1991
- Demonax donaubaueri Holzschuh, 1996
- Demonax dorotheae Holzschuh, 1983
- Demonax drescheri Fisher, 1936
- Demonax dubius Aurivillius, 1928
- Demonax elongatulus (Castelnau & Gory, 1841)
- Demonax elongatus Gressitt & Rondon, 1970
- Demonax ephippiatus Pascoe, 1869
- Demonax erythromerus Pascoe, 1869
- Demonax erythrops (Chevrolat, 1863)
- Demonax exilis Pascoe, 1869
- Demonax fallax Heller, 1935
- Demonax fimbriatulus Holzschuh, 2006
- Demonax flavescens Dauber, 2006
- Demonax flavofasciatus Dauber, 2002
- Demonax fochi Pic, 1918
- Demonax formicoides (Lameere, 1890)
- Demonax formosomontanus Ikeda & Niisato, 1984
- Demonax fortis Holzschuh, 2003
- Demonax frater Aurivillius, 1924
- Demonax fryanus Gahan, 1906
- Demonax funebris (Lameere, 1890)
- Demonax fungongensis Guo & Chen, 2005
- Demonax gertrudae Holzschuh, 1983
- Demonax gracilestriatus Gressitt & Rondon, 1970
- Demonax gregalis Gahan, 1907
- Demonax gunjii Holzschuh, 1983
- Demonax hefferni Dauber, 2006
- Demonax hengduanus Holzschuh, 2006
- Demonax hieroglyphicus Pic, 1925
- Demonax himalayanus (Pic, 1912)
- Demonax huedepohli Dauber, 2010
- Demonax humeratus Dauber, 2003
- Demonax humerovittatus Dauber, 2003
- Demonax imitatus Holzschuh, 1991
- Demonax includens Aurivillius, 1928
- Demonax ingridae Holzschuh, 1983
- Demonax inhumeralis Pic, 1916
- Demonax iniquus Holzschuh, 1993
- Demonax inops Holzschuh, 1991
- Demonax inscriptus Gressitt, 1951
- Demonax inscutellaris Pic, 1937
- Demonax insuetus Holzschuh, 1991
- Demonax interruptus Pascoe, 1869
- Demonax invittatus Dauber, 2003
- Demonax izumii Mitono, 1942
- Demonax jamesi Holzschuh, 1986
- Demonax javanicus Fisher, 1936
- Demonax jeanvoinei Pic, 1927
- Demonax jendeki Holzschuh, 1995
- Demonax jimmiensis Gressitt, 1959
- Demonax jirouxi Dauber, 2008
- Demonax josefinae Holzschuh, 1983
- Demonax kalabi Holzschuh, 1998
- Demonax katarinae Holzschuh, 1983
- Demonax kezukai Holzschuh, 1984
- Demonax kheoi Gressitt & Rondon, 1970
- Demonax kostali Holzschuh, 2003
- Demonax kucerai Holzschuh, 2006
- Demonax langsonius (Fairmaire, 1895)
- Demonax languidus Holzschuh, 1992
- Demonax latefasciatus Dauber, 2006
- Demonax latevittatus Dauber, 2003
- Demonax laticollis Dauber, 2003
- Demonax leucophaeus Holzschuh, 1993
- Demonax leucoscutellatus (Hope, 1831)
- Demonax levipes Holzschuh, 1991
- Demonax limoniae Gardner, 1940
- Demonax lineola Chevrolat, 1863
- Demonax lineolatus (Redtenbacher, 1868)
- Demonax literatus Gahan, 1894
- Demonax longespinus Dauber, 2006
- Demonax longevittatus Dauber, 2006
- Demonax longicollis Heller, 1916
- Demonax longipedis Dauber, 2012
- Demonax longissimus Pic, 1914
- Demonax longithorax Pic, 1950
- Demonax lumawigi Hüdepohl, 1992
- Demonax luridicornis Chevrolat, 1863
- Demonax luteicollis Gressitt, 1959
- Demonax luteoposticalis Pic, 1927
- Demonax macilentoides Dauber, 2003
- Demonax macilentus (Chevrolat, 1858)
- Demonax maculicollis Gahan, 1906
- Demonax mali Gressitt, 1951
- Demonax mariae Holzschuh, 1983
- Demonax marnei Pic, 1918
- Demonax martes Pascoe, 1869
- Demonax martialis Gressitt & Rondon, 1970
- Demonax masaoi Niisato, 1984
- Demonax masatakai Ohbayashi, 1964
- Demonax maximus Pic, 1922
- Demonax melanurus Pascoe, 1869
- Demonax mendicus Holzschuh, 1991
- Demonax mongtsenensis Pic, 1904
- Demonax mulio Pascoe, 1869
- Demonax multireductus Pic, 1935
- Demonax musivus Pascoe, 1869
- Demonax mustela (Pascoe, 1858)
- Demonax mustelinus Chevrolat, 1863
- Demonax nansenensis Pic, 1903
- Demonax narayani Holzschuh, 1984
- Demonax nawatai Hayashi, 1975
- Demonax nebulosus Gressitt & Rondon, 1970
- Demonax nigrofasciatus Thomson, 1861
- Demonax nigromaculatus Gahan, 1906
- Demonax nigronotatus Dauber, 2006
- Demonax nigropiceus Dauber, 2003
- Demonax nishiyamai Niisato, 1984
- Demonax notator Pascoe, 1869
- Demonax nothus Holzschuh, 1991
- Demonax occultus Gressitt & Rondon, 1970
- Demonax octavus Aurivillius, 1922
- Demonax ocularis Pascoe, 1869
- Demonax offensus Holzschuh, 1992
- Demonax ohbayashii Samuelson, 1965
- Demonax okunii Mitono, 1942
- Demonax olei Dauber, 2008
- Demonax olemehli Holzschuh, 1989
- Demonax olivaceus Gressitt, 1951
- Demonax ordinatus Pascoe, 1869
- Demonax palauanus Gressitt, 1956
- Demonax palleolus Holzschuh, 2006
- Demonax palliatus Pascoe, 1869
- Demonax parallelus Aurivillius, 1922
- Demonax parilis Holzschuh, 1995
- Demonax pendleburyi Fisher, 1935
- Demonax perakensis Dauber, 2006
- Demonax perdubius Holzschuh, 1993
- Demonax perroti Pic, 1950
- Demonax persimilis Chevrolat, 1863
- Demonax perspicuus Holzschuh, 1992
- Demonax piliger Holzschuh, 1992
- Demonax planatoides Dauber, 2006
- Demonax planatus Pascoe, 1869
- Demonax planicollis Holzschuh, 1991
- Demonax polyzonus Pascoe, 1869
- Demonax praecursor Pascoe, 1869
- Demonax probus Holzschuh, 1991
- Demonax proculscuti Li, Tian & Chen, 2013
- Demonax protogenes (Newman, 1842)
- Demonax proximus Holzschuh, 1991
- Demonax pseudonotabilis Gressitt & Rondon, 1970
- Demonax pseudopsilomerus Gressitt & Rondon, 1970
- Demonax pseudotristiculus Gressitt & Rondon, 1970
- Demonax pudicus (Newman, 1842)
- Demonax puerilis Holzschuh, 1991
- Demonax pullastra Pascoe, 1869
- Demonax pumilio Holzschuh, 1991
- Demonax punctifemoralis Gressitt & Rondon, 1970
- Demonax quadraticollis Dauber, 2003
- Demonax quadricollis Gahan, 1906
- Demonax quadricolor Gahan, 1894
- Demonax quinquecinctus Aurivillius, 1922
- Demonax quintus Dauber, 2012
- Demonax ravus Holzschuh, 1992
- Demonax recurvus Aurivillius, 1924
- Demonax reductispinosus Gressitt, 1942
- Demonax reticollis Gahan, 1894
- Demonax reticulatus (Jordan, 1894)
- Demonax reticulicollis Gressitt, 1940
- Demonax robustus Aurivillius, 1928
- Demonax rollei Pic, 1943
- Demonax rosae Holzschuh, 1983
- Demonax rosicola Holzschuh, 2006
- Demonax rouyeri Pic, 1925
- Demonax rufoapicalis Pic, 1927
- Demonax rufobasalis Pic, 1943
- Demonax rufogriseus Pic, 1929
- Demonax rufus Guo & Chen, 2005
- Demonax sabinae Holzschuh, 1983
- Demonax sagittarius Schwarzer, 1927
- Demonax salemensis Gardner, 1940
- Demonax salutarius Pascoe, 1869
- Demonax salvazai Pic, 1923
- Demonax samarensis Aurivillius, 1928
- Demonax sandaracinos Gressitt & Rondon, 1970
- Demonax sausai Holzschuh, 1995
- Demonax sauteri Matsushita, 1933
- Demonax sawaii Ikeda, 1990
- Demonax semiluctuosus (White, 1855)
- Demonax semixeniscus Hayashi, 1978
- Demonax seoulensis Mitono & Cho, 1942
- Demonax seriatopunctatus Aurivillius, 1922
- Demonax shuti Dauber, 2006
- Demonax siccus Holzschuh, 1991
- Demonax sikangensis Gressitt, 1945
- Demonax similioides Dauber, 2006
- Demonax similis Aurivillius, 1928
- Demonax simillimus Gressitt, 1939
- Demonax simulatus Dauber, 2003
- Demonax sonneratiae Gardner, 1940
- Demonax sospitalis Pascoe, 1869
- Demonax spinicornis (Newman, 1850)
- Demonax spinifer Pic, 1920
- Demonax stabilis Holzschuh, 2003
- Demonax stenideus Dauber, 2008
- Demonax stigma Holzschuh, 1991
- Demonax strangalioides Pascoe, 1869
- Demonax strangaliomimus Heller, 1926
- Demonax subai Holzschuh, 1989
- Demonax subglobulicollis Pic, 1935
- Demonax subobscuricolor Pic, 1918
- Demonax subscalaris Pic, 1935
- Demonax substitutus Gressitt, 1951
- Demonax sulfurisignatus Hüdepohl, 1992
- Demonax sulinensis Niisato, 1984
- Demonax suturalis Hüdepohl, 1992
- Demonax tectus Holzschuh, 1991
- Demonax tener Holzschuh, 2003
- Demonax tenuiculus Holzschuh, 1991
- Demonax tenuispinosus Pascoe, 1869
- Demonax testaceoannulatus Pic, 1935
- Demonax testaceus (Hope, 1831)
- Demonax theresae Pic, 1927
- Demonax tibiellus Holzschuh, 1991
- Demonax tipularius Pascoe, 1869
- Demonax transilis Bates, 1884
- Demonax transversalis Aurivillius, 1910
- Demonax traudae Holzschuh, 1983
- Demonax triaculeatus Aurivillius, 1922
- Demonax triarticulodilatatus Hayashi, 1974
- Demonax trifasciatus Aurivillius, 1928
- Demonax triguttatus Aurivillius, 1928
- Demonax tristiculus (Fairmaire, 1895)
- Demonax trivittatus Aurivillius, 1922
- Demonax trudae Holzschuh, 1983
- Demonax truncatus Dauber, 2008
- Demonax tsitoensis (Fairmaire, 1888)
- Demonax unicolor Aurivillius, 1924
- Demonax unidentatus Dauber, 2008
- Demonax unidenticornis Hayashi, 1974
- Demonax uniformis Pic, 1925
- Demonax vafer Dauber, 2012
- Demonax variabilis Dauber, 2012
- Demonax venosulus Holzschuh, 2006
- Demonax ventralis Gahan, 1906
- Demonax vethi Ritsema, 1884
- Demonax viduatus Holzschuh, 2009
- Demonax vilis Holzschuh, 1991
- Demonax virescens Aurivillius, 1928
- Demonax viridinotatus Dauber, 2006
- Demonax viridis Dauber, 2006
- Demonax viverra (Pascoe, 1858)
- Demonax walkeri (Pascoe, 1859)
- Demonax weigeli Dauber, 2010
- Demonax x-signatus Pic, 1943